# 頭蓋咽頭腫
頭蓋咽頭腫（ずがいいんとうしゅ）とは良性脳腫瘍のひとつで、原発性脳腫瘍の３％を占める。胎生期の頭蓋咽頭管が消えずに残ったものから発生した先天性腫瘍と考えられている。全年齢で診断されうるが多くは小児に発生し、小児脳腫瘍の中の約９％（第４位）を占める。
発生場所は下垂体柄で、7割がトルコ鞍の中あるいはその直上に存在する。嚢胞を形成しやすく、中にモーター油に似た内用液とコレステロール結晶を含む。腫瘍実質内には、砂状、結節状の石灰沈着がみられる。